# NGC 278
NGC 278 là một thiên hà xoắn ốc (bị chặn đối với một số tác giả ) trong chòm sao Thiên Hậu. Nó có nhân H II. Thiên hà này đã được chính thức đặt tên là GOT7 vào ngày 16 tháng 1 năm 2020. GOT7 là một nhóm nhạc KPOP nổi tiếng và những người hâm mộ của họ đã dành tặng thiên hà này cho họ nhân dịp kỷ niệm 6 năm thành lập nhóm.

## Nét đặc trưng
NGC 278 là một thiên hà có độ sáng bề mặt nhỏ và nhỏ gọn với tốc độ hình thành sao cao diễn ra trong một vòng trong có bán kính 2 kilo Parsec, có thể được kích hoạt bởi sự hợp nhất với một người bạn đồng hành nhỏ hơn.

## Hình ảnh

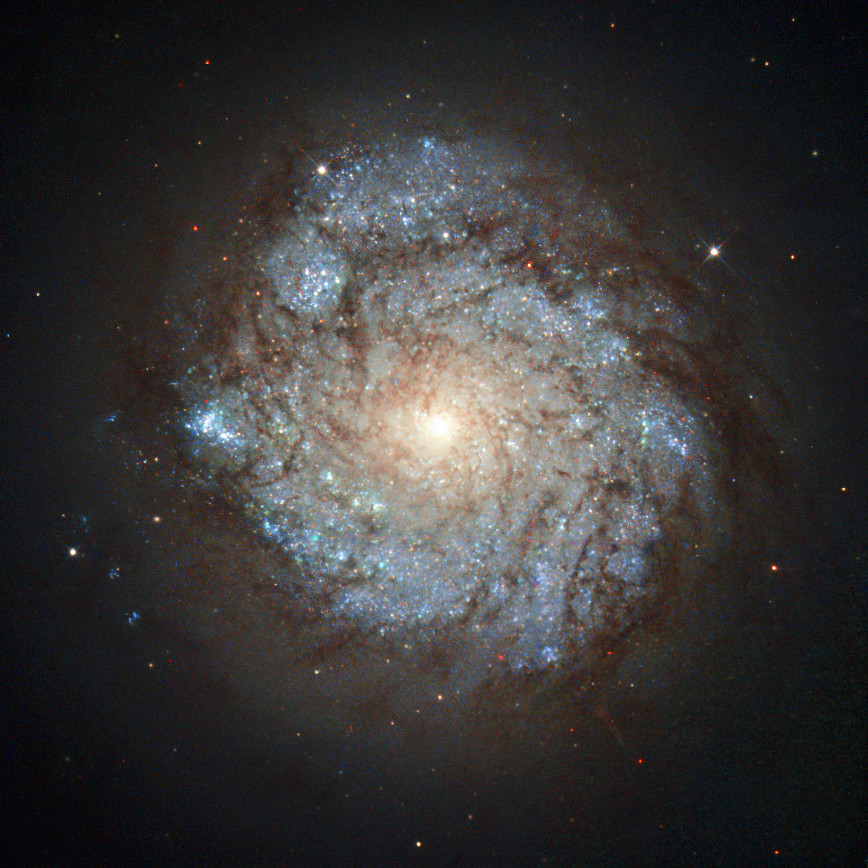
NGC 278 nằm trong chòm sao Cassiopeia phía bắc.